# Esprit Baudry d'Asson
Esprit Baudry d'Asson, né le 20 avril 1750 aux Essarts et mort le 8 avril 1812 à Romegoux, est un militaire français.

## Biographie
Fils de Joseph Baudry d'Asson et de Marie-Elisabeth Buor, Esprit Baudry d'Asson naît le 20 avril 1750 aux Essarts. Il est le frère de Charles-Hyacinthe-Alexis Baudry d'Asson et de Gabriel Baudry d'Asson.
Engagé comme soldat le 29 novembre 1769, il est fait caporal le 1er mai 1770, sergent le 1er mai 1771, porte-drapeau le 15 février 1772, garçon major le 15 avril 1778 et capitaine aide-major le 1er mai 1786. Le 1er juillet 1792, à la suite de l'émigration de la plupart des officiers, il est nommé lieutenant-colonel de son régiment, le 4e régiment d'infanterie de marine, alors en garnison à Rochefort.
À partir de mars 1793, Esprit Baudry d'Asson prend part à la guerre de Vendée et sert dans le camp républicain alors que son frère, Gabriel Baudry d'Asson, rejoint quant à lui les insurgés. Le 19 mars 1793, il est présent à bataille de Pont-Charrault, où les patriotes sont mis en déroute. Après la destitution du général Louis de Marcé, il devient l'adjoint du général Henri de Boulard. Il participe ensuite à la bataille de Challans le 13 avril et à la bataille de Saint-Gervais le 15. Le 12 mai 1793, il est promu chef de brigade. 
Baudry d'Asson passe à l'Armée de l'Ouest du 7 février 1794 au 21 mars 1796. Entre le 13 juin au 31 décembre 1794, il est commandant de la place de Rochefort. Il entretient de bons rapports avec les représentants en mission Lequinio et Laignelot.
Rallié à l'Empire, il est détaché à Paris du 13 octobre 1804 au 1er janvier 1805, pour le couronnement de Napoléon. Inscrit dans la Légion d'honneur le 26 mai 1804, il en est nommé officier le 14 juin suivant.
Lors de la formation du 3e régiment d'artillerie de marine, le 5 mai 1803, Baudry d'Asson en est nommé colonel. Il est admis à la retraite le 14 mai 1812.
Il meurt le 8 avril 1812, à Romegoux, près de Rochefort.